# 호이안
호이안(베트남어: Hội An/會安 회안)은 베트남 꽝남성의 남중국해 연안에 있는 작은 도시로, 다낭 남쪽에 있다. 인구는 약 80,000명이다. 한때 번성하였던 동서양의 문화가 어우러진 무역항이 있었고 1999년 11월 29일부터 12월 4일까지 모로코 마라케시에서 개최된 제23차 유네스코 회의에서 세계문화유산으로 지정되었다. 많은 관광객이 찾는 관광지이다.

## 역사

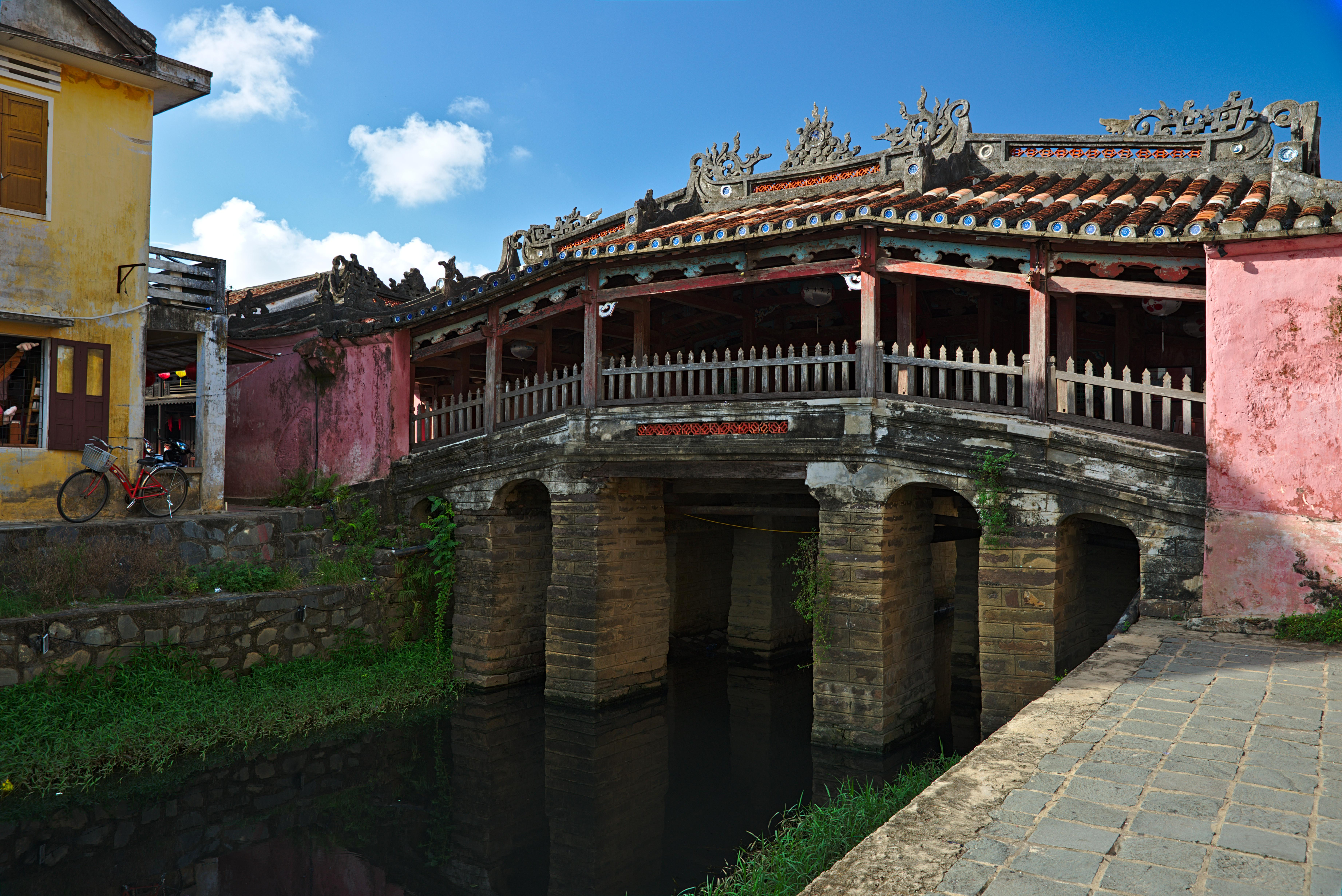
라이비엔끼에우, 래원교

호이안의 초기 역사는 참 족의 역사이다. 말레이계인 참 족은 기원전 200년경과 기원후 200년 경에 자와섬에서 이 곳으로 건너왔다. 이들은 참파 왕국을 이루었고 후에와 냐짱까지 이 왕국의 세력하에 있었다.
1세기 경에는 동남아시아에서 가장 규모가 큰 항구가 여기에 있었고, 람압포(Lâm Ấp Phố)라고 알려져 있다. 투본 강의 어귀에는 참파 사람들의 예전 항구가 있었다. 이 항구는 지리적 여건으로 인하여 16세기 말부터 17세기 초까지(넓게 보면 15세기부터 19세기 무렵까지) 베트남의 "바다의 실크로드"라고 불리던 중요한 국제 무역 항구였고, 여러 성(省) 출신의 화교와 일본인, 네덜란드인 등 서구 상인 그리고 인도인들이 드나들었고 마을을 형성하여 정착하였던 곳이다. 그래서 이 마을에는 서구적이면서도 동양적인 풍경이 자리잡기 시작했다. 거기에 화교들이 호이안에 정착해 살기 시작하면서 '동화적'인 색다른 분위기가 형성됐다. 화교를 중심으로 한 무역이 번성하던 당시에 이 마을은 베트남어로 하이포(Hai Pho)라고 불렀고 이는 "바닷가 마을"이라는 뜻이었다. 원래 하이포는 "일본 다리"를 가로질러 마을이 나뉘었다. 하나는 일본인이 거주하던 곳이었다.
16세기에서 17세기 무렵, 무역이 번성했을 당시 호이안에는 일본인들이 특히 많이 드나들었고 그래서 일본인 마을까지 따로 생겨났다. 전성기에는 1000명이 넘는 일본인이 거주했을 정도로 마을 규모가 커졌다. 하지만 에도 시대 쇄국정책이 시행되면서 일본인 수가 점차 줄어들었고 일본인 마을 역시 자연스럽게 사라졌다. 그 일본 다리(Chùa cầu)는 일본인에 의하여 지어졌는데 독특하게도 구조물이 다리를 덮고 있고, 다리의 한쪽으로는 사찰이 연결되는 구조물을 가진 다리이다.

## 어원
호이안(會安, Hội An)은 ‘평화로운 회합소’라는 의미이다. 영어나 다른 유럽어에서 마을은 역사적으로 ‘파이포’(Faifo)라고 불린다. (프랑스어와 스페인어도 마찬가지이며 포르투갈어와 네덜란드어도 이와 비슷하다.)
이름의 기원에 관하여는 몇 가지 학설이 있다. 어떤 학자들은 ‘바닷가 마을’을 뜻하는 하이포(海浦, hải-phố)에서 왔다고 하고, 또 다른 어떤 학자들은 호이안포(會安浦, Hội An-phố), 즉 호이안의 마을을 줄여서 호이포(Hoi-pho)가 되었고 이것이 변해서 파이포(Faifo)가 되었다고 한다.

## 날씨
온화한 날씨는 5월과 6월부터 8월말까지이다. 이 시기는 바다가 평온하고 바람이 바뀌어 남쪽에서 불어온다. 연중 나머지(9월~4월) 날씨는 비와 추위, 그리고 덥고 온화한 날씨가 되풀이 된다. 짬 섬(Cù lao Chàm) 방문과 같은 인기 있는 근해 활동은 5월 말부터 8월 말까지 짧은 기간에만 가능하다. 이때가 내국인 관광 성수기이기도 하다. 추천하자면 1월부터 3월까지다.

## 행정구역
호이안은 아래의 9방 4사로 구성되어 있다.

### 방
- 껌안 (Cẩm An / 錦安)
- 껌쩌우 (Cẩm Châu / 錦州)
- 껌남 (Cẩm Nam / 錦南)
- 껌포 (Cẩm Phô / 錦鋪)
- 끄어다이 (Cửa Đại / 𨷶大)
- 민안 (Minh An / 明安)
- 선퐁 (Sơn Phong / 山豐)
- 떤안 (Tân An / 新安)
- 타인하 (Thanh Hà / 淸河)

### 사
- 껌하 (Cẩm Hà / 錦河)
- 껌낌 (Cẩm Kim / 錦金)
- 껌타인 (Cẩm Thanh / 錦淸)
- 떤히엡 (Tân Hiệp / 新協)

## 관광

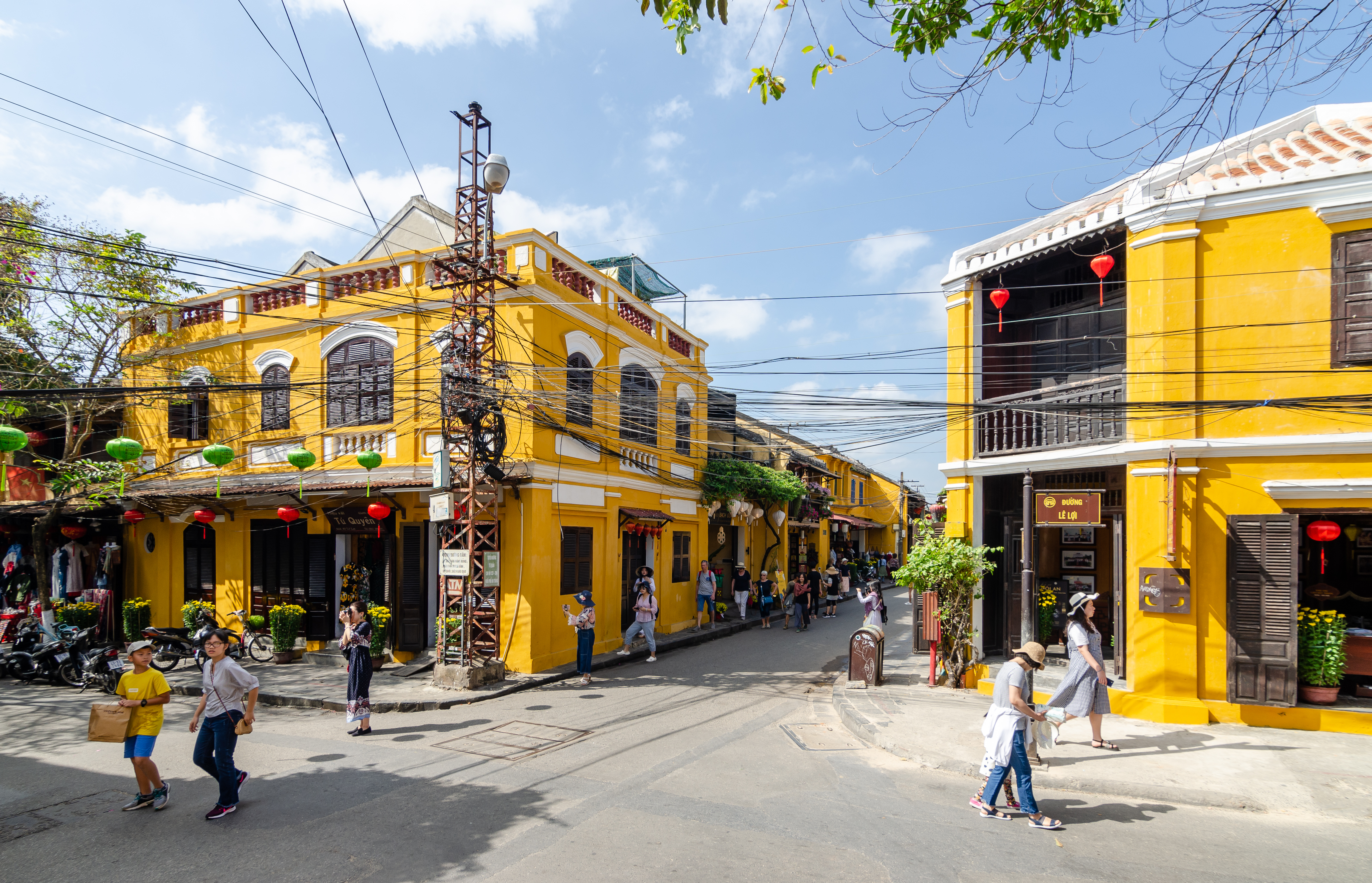
호이안의 옛 마을

경계가 점점 모호해지지만 호이안은 확실히 다낭과는 다른 분위기다. 씨클로와 오토바이, 논을 쓴 행상만 아니라면 호이안 구시가는 중국의 어느 마을을 연상케 한다. 호이안은 매력과 역사가 스며나오는 마을이다. 점차 무역의 중심이 호이 안에서 다낭으로 옮겨 가면서 호이안은 졸지에 잊혀진 항구 마을이 되었고, 그 덕에 (그리고 상대적으로 외진 곳에 위치해 있어서) 20세기에 베트남에서 일어난 많은 전쟁의 파괴에서 빗겨나, 건축물들은 거의 훼손되지 않은 상태로 남을 수 있었다.
고요한 강가의 마을로서, 지금은 전형적인 관광 마을이 되었다. 호텔, 식당, 바, 맞춤 옷가게, 기념품 가게 등이 구 시가지 중심에 자리잡고 있다. 비현실적인 분위기에도 불구하고, 호이안의 카리스마가 베어 있다.  낮은 기와 지붕의 집과 옛 모습 그대로인 도로 등에서 동서양이 복합된 분위기를 느낄 수 있다. 일본인들이 세운 건축물도 곳곳에 남아 있다.
그 건물들은 이 지역과 외국의 영향이 독특하게 혼화된 모습을 보여준다. 호이안 구시가의 좁은 골목을 돌아다니다 보면 쉴 새 없이 카메라에 손이 간다. 오래된 집은 물론이고, 골목을 지나다니는 사람들과 수많은 그림 가게, 기념품 가게, 옷 가게들도 마을 안에 존재하는 단 하나의 이유로 카메라에 손이 간다.

### 호이안 옛 마을
이처럼 15세기부터 19세기까지의 동남아시아의 무역항으로서 잘 보전된 사례라는 점을 인정받아, 1999년 호이안의 옛 마을이 유네스코 세계유산으로 선정되었다. 매표소에서 관람 티켓을 산 뒤 산책을 겸해 천천히 걸어다니며 구경하기 좋다. 떤키 고택(Old House of Tan Ky)은 호이안에서 최초로 유네스코 세계문화유산으로 지정된 집이며, 호이안의 중국 상인 부호 떤키가 거주했던 집이다. 중국인들의 회관이었던 광동회관과 복건회관도 이 안에 있는데, 각각 광동 출신과 푸젠성의 화교들이 친목도모를 위해 건설한 향우회관으로 사용되었다. 광동회관은 화려하며, 중앙에 있는 거대한 용 석상과 관우와 관련된 벽화가 있다. 이외에도 중국인들에 의해 지어진 건물로는 중화회관과 조주회관, 해남회관 등이 있다.

### 호이안 역사문화박물관
호이안 역사문화박물관에서는 참파왕조(2∼17세기) 때부터 발전해온 호이안의 역사를 살펴볼 수 있다. 쩐가사당은 베트남,중국,일본 양식이 뒤섞인 사당으로, 응우옌 왕조의 관리였던 중국인 후손이 지었다. 이 집안 선조들의 유품도 전시돼 있다.

### 낌봉 목공예 마을
오늘날 호이안은 작은 도시로 남아 있지만, 관광객이 꽤 많이 찾아 오고 배낭여행객들을 위한 시설도 잘 갖추어져 있다. 수많은 미술품과 공예품 가게들과 맞춤옷 가게에 많은 방문객들이 들른다. 맞춤옷 가게에서는 유럽에서의 가격보다 상당히 싼 가격으로 맞춤옷을 구할 수 있다. 투본 강에서 배를 타고 여행을 하다보면 낌봉 목공예 마을을 방문할 수도 있다.

### 짬 섬
짬 섬(Cù lao Chàm)은 호이안에서 직선 거리로 18km 정도 떨어진 곳에 위치한 근해의 섬이다. 보트를 타고 20~30분 정도 가면 나타나는 산호섬으로 다이빙, 스노클링이나 수영을 할 수 있는 관광 명소다. 5월에서 8월까지가 가장 방문 적기이고 그 외의 시즌엔 바다가 험해진다.

### 안방 / 끄어다이 해변
호이안의 올드타운에서 차로 약 17분 정도 거리에 위치해 있으며, 수영과 패러세일링 등의 액티비티를 즐길 수 있는 곳이다. 해변에는 까페, 레스토랑 등이 있으며, 해변에 있는 썬베드는 이용료를 별도로 받을 수도 있다. 근처의 끄어다이 해변(Cua Dai)과 함께 호이안을 대표하는 해변이다.

### 등불 축제
호이안은 매월 음력 보름에 등불 축제가 개최된다. 등불 축제는 18:00 ~ 19:00까지 한시간 동안 과거의 호이안을 기억하는 뜻에서 등불을 제외한 거의 모든 인공조명을 소등하는 축제이다. 소등과 동시에 곳곳에 다양한 전통 공연이 개최된다.

## 음식

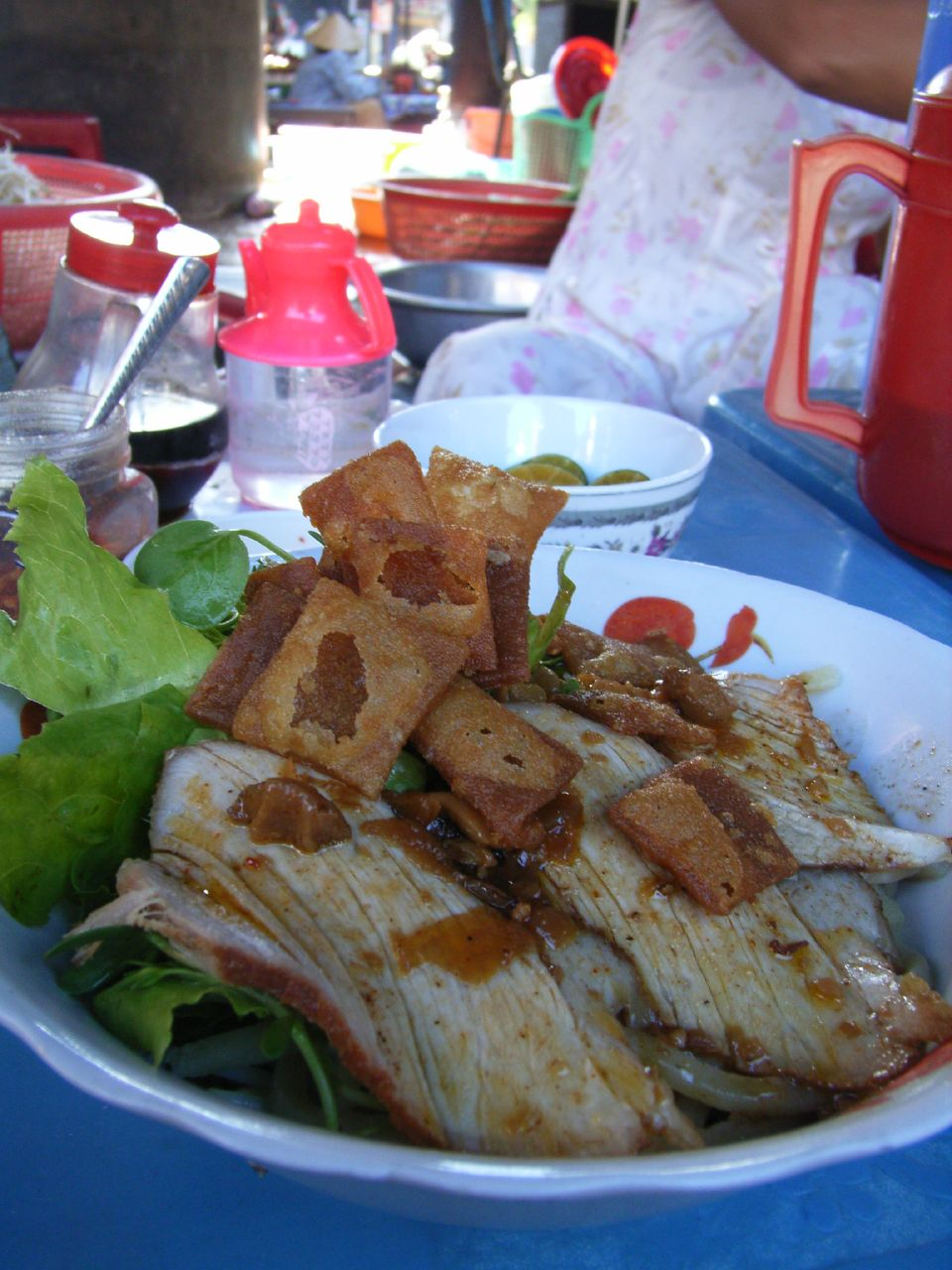
까오라우(Cao lầu, 高樓)

호이안의 가장 대표적인 베트남 음식은 까오라우(Cao lầu, 高樓)이다. 이것은 가루반죽을 한 편편한 면인데 크루통(Crouton), 숙주나물과 돼지고기 조각이 얹어져서 나온다. 강가 앞에는 인터넷 카페, 바, 식당들이 문을 연다. 저녁에 방문할 만한 인기있는 곳으로 유럽인들이 많이 가는 곳은 탐탐 식당 겸 바(Tam Tam's restaurant and bar), 레 로이(Le Loi)에 있는 비포어 앤 나우 바(Before and Now bar), 망고(Mango) 식당, 그리고 강 건너 편의 살사(Salsa)가 있다. 호이안은 오랜 전통을 가진 까오라우(Cao lầu)면이 명성이 높은데 오직 호이안에서만 맛볼 수 있다.

## 교통
호이안은 항공, 철도 교통은 없다. 가장 가까운 공항은 다낭 국제공항이다.
호이안은 택시나 버스, 오픈투어 버스로 가는 것이 최선이다. 다낭에서는 오토바이 택시(쎄옴)이나 오토바이를 타고 가도 된다. 공항 도착 입구에는 미터 택시가 대기하고 있고 호이안까지 이동하는 시간은 약 40 분 정도가 소요된다.
호이안 구시가지는 시간대에 따라 자동차와 오토바이 운행이 통제된다. 호텔의 위치에 따라 호이안 버스 터미널에서 호텔까지의 이동할 때도 걸어가거나, 또는 시클로 밖에 교통 수단이 없는 곳도 있다. 오토바이 택시는 교통사고를 당했을 때 상대로부터 보상을 받을 수 없는 것들이 대부분이다.
다낭 시내에서 여행사가 운영하는 합승 버스 또는 공공 노선 버스(노란 버스 18,000동)로 가는 것도 가능하며, 노선 버스 운전자에 따라 ‘외국인 요금’을 요구하는 경우도 있다.

## 갤러리

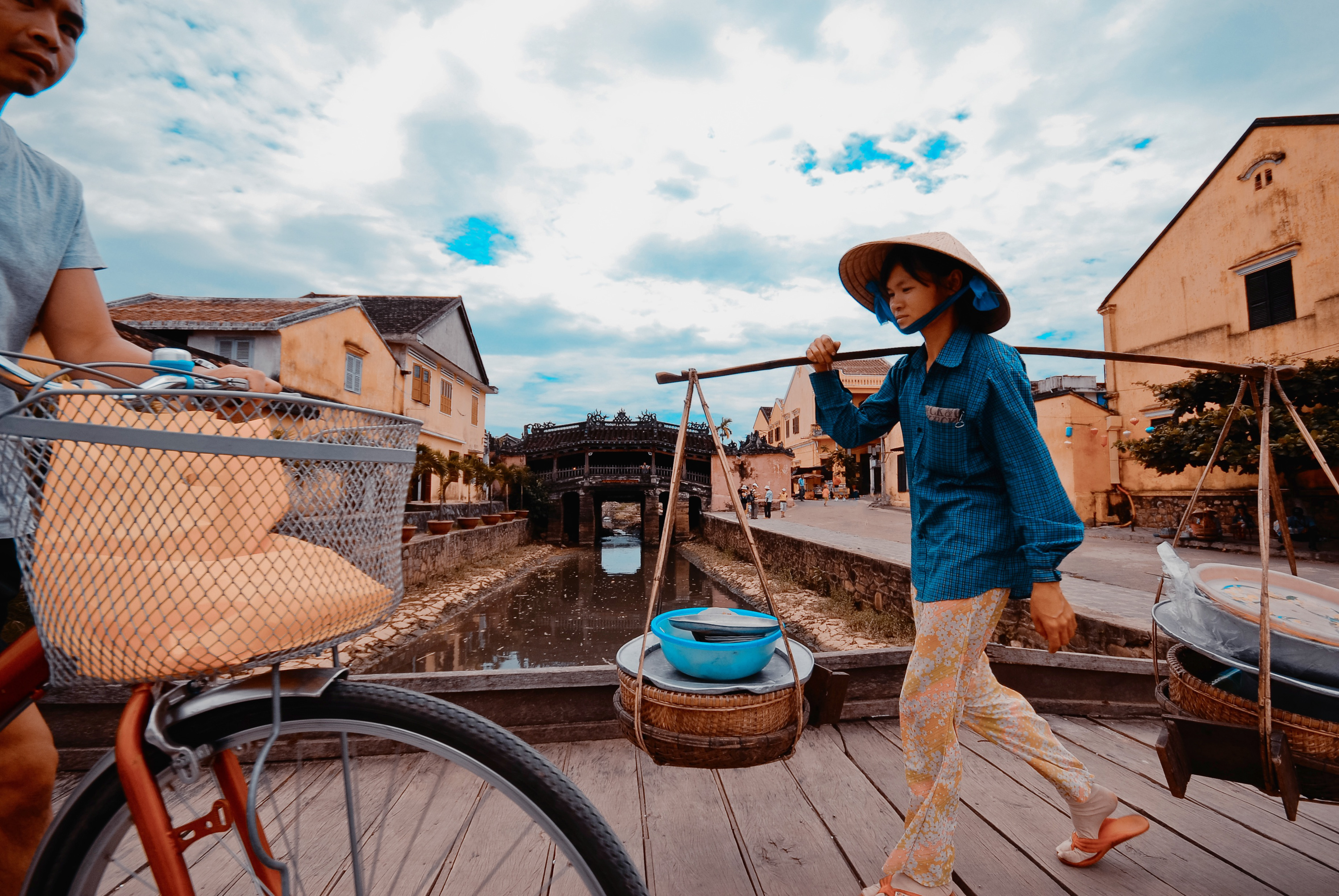
호이안 옛 고택의 거리
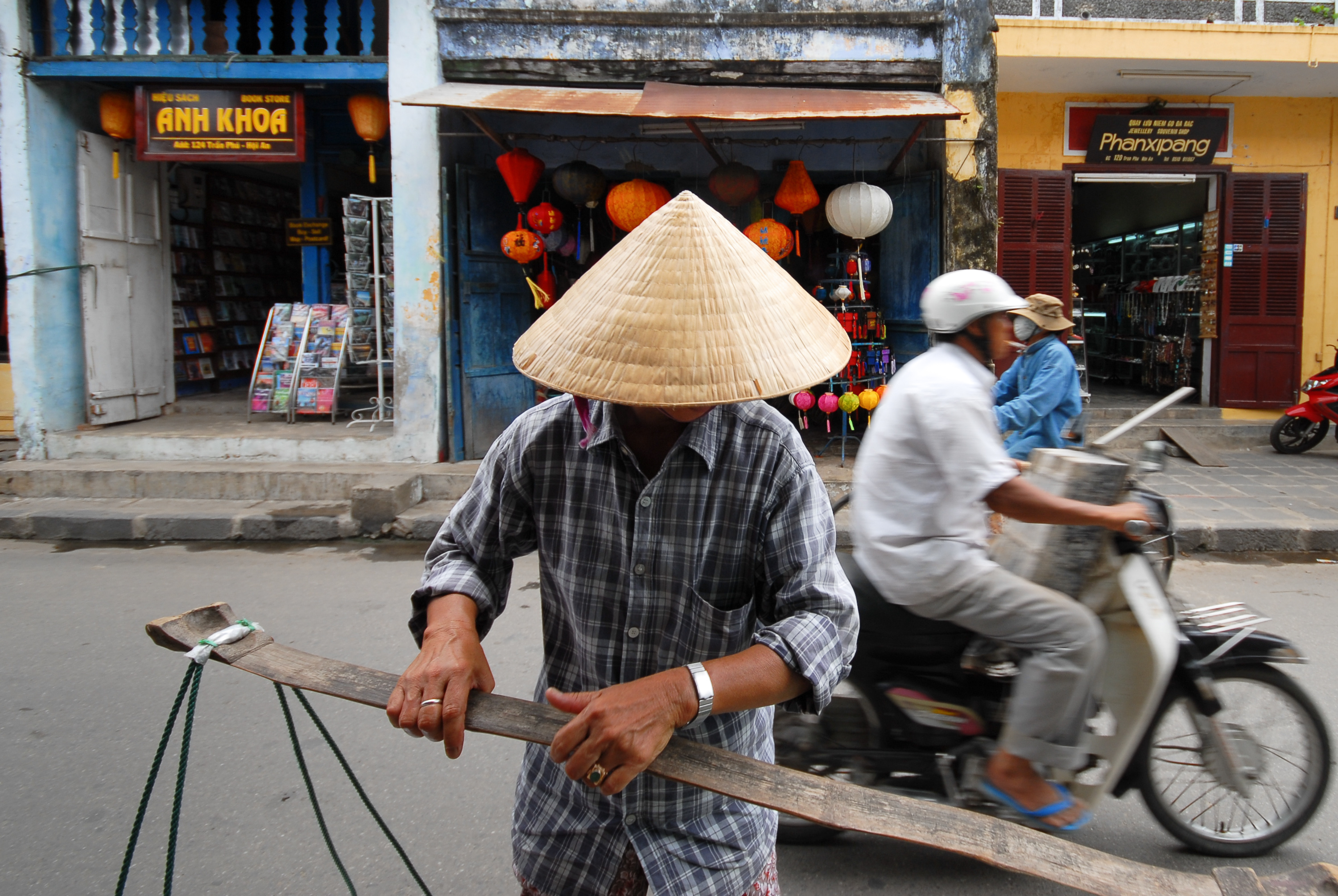
호이안 거리2
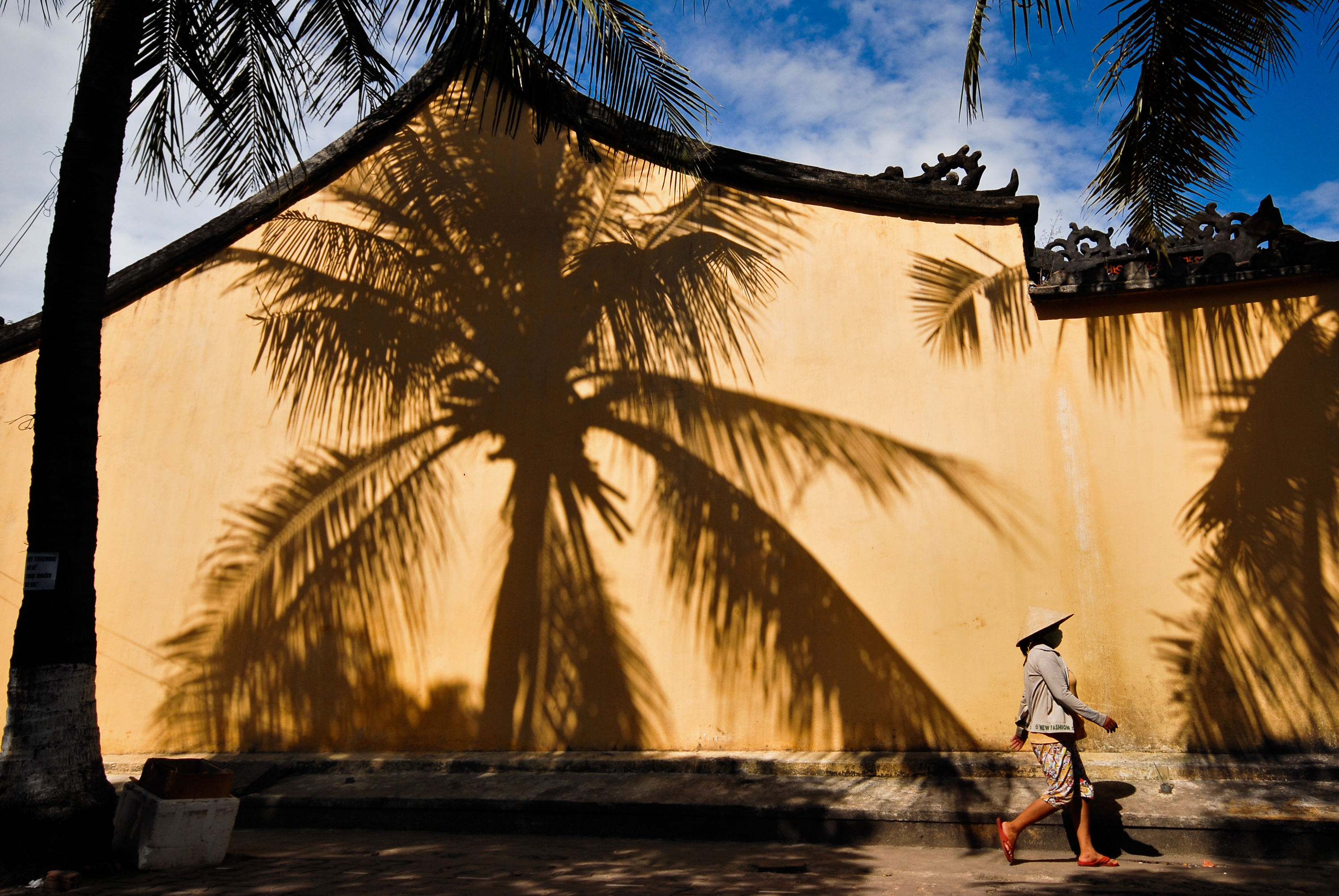
호이안 거리3
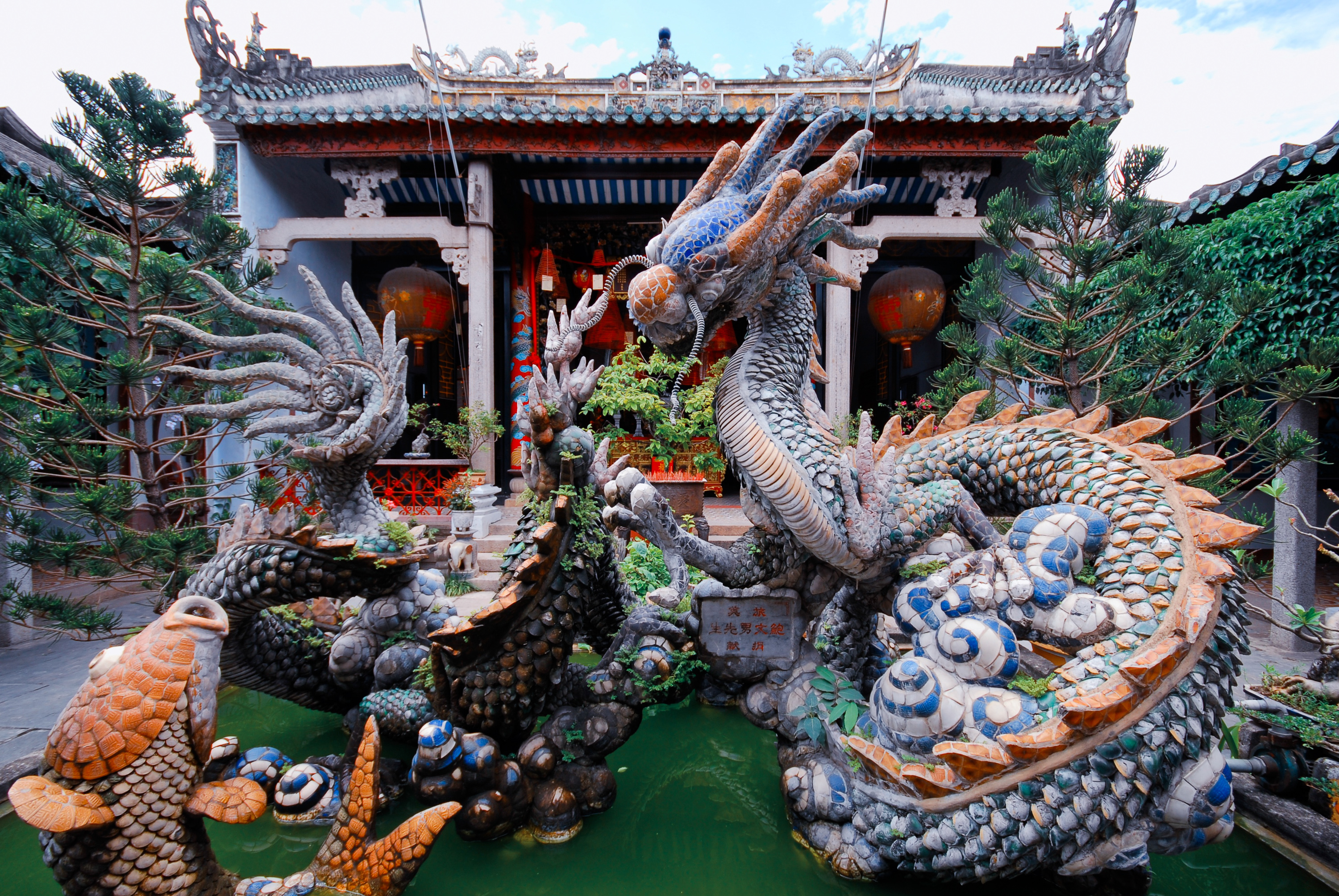
광동회관의 용분수
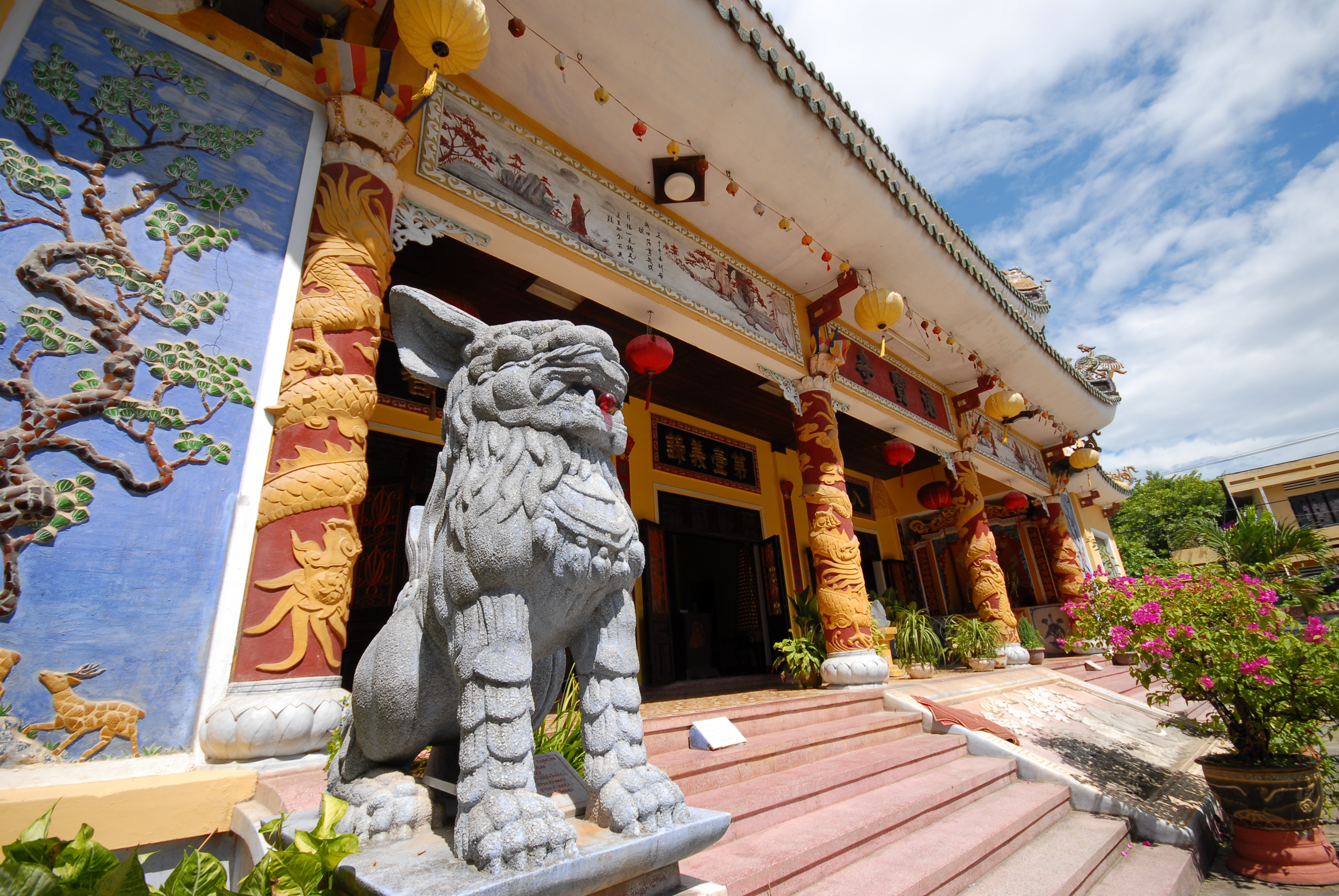
옛 마을의 정경
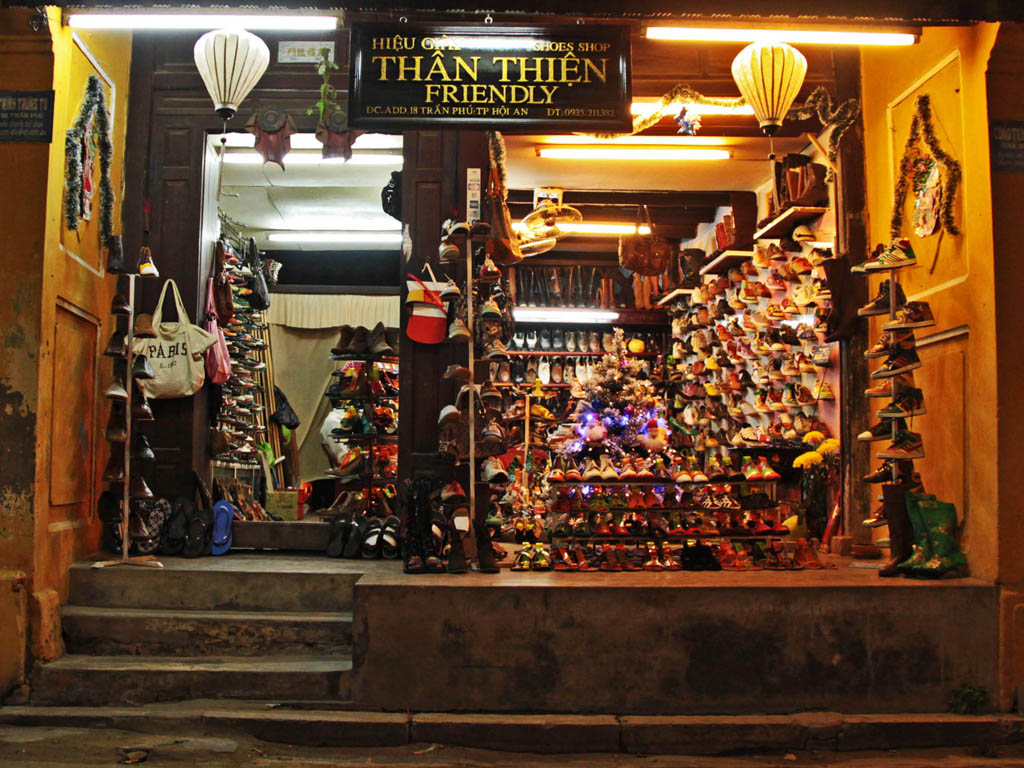
호이안의 일상적인 가게
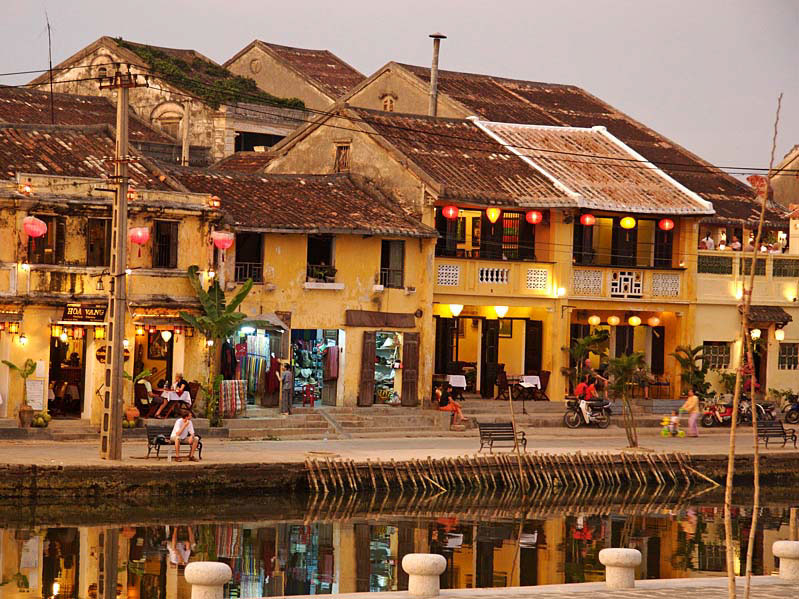
강변 풍경
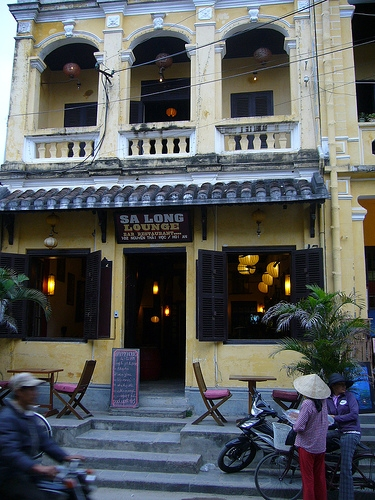
식민지형 건물
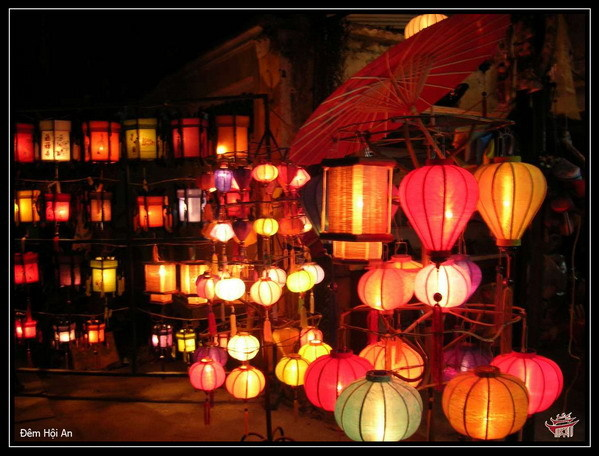
호이안 등
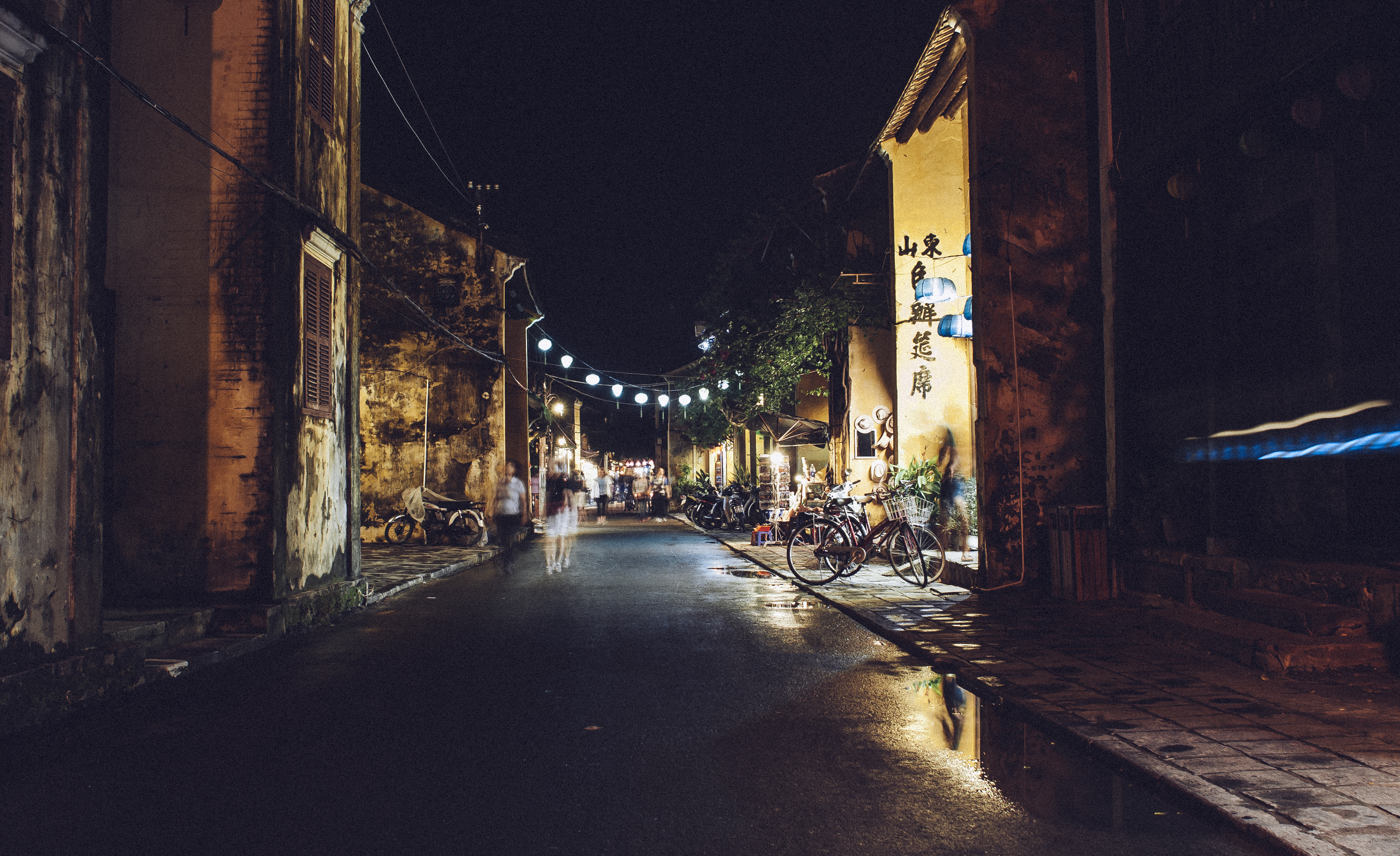
2013년 나이트 라이프
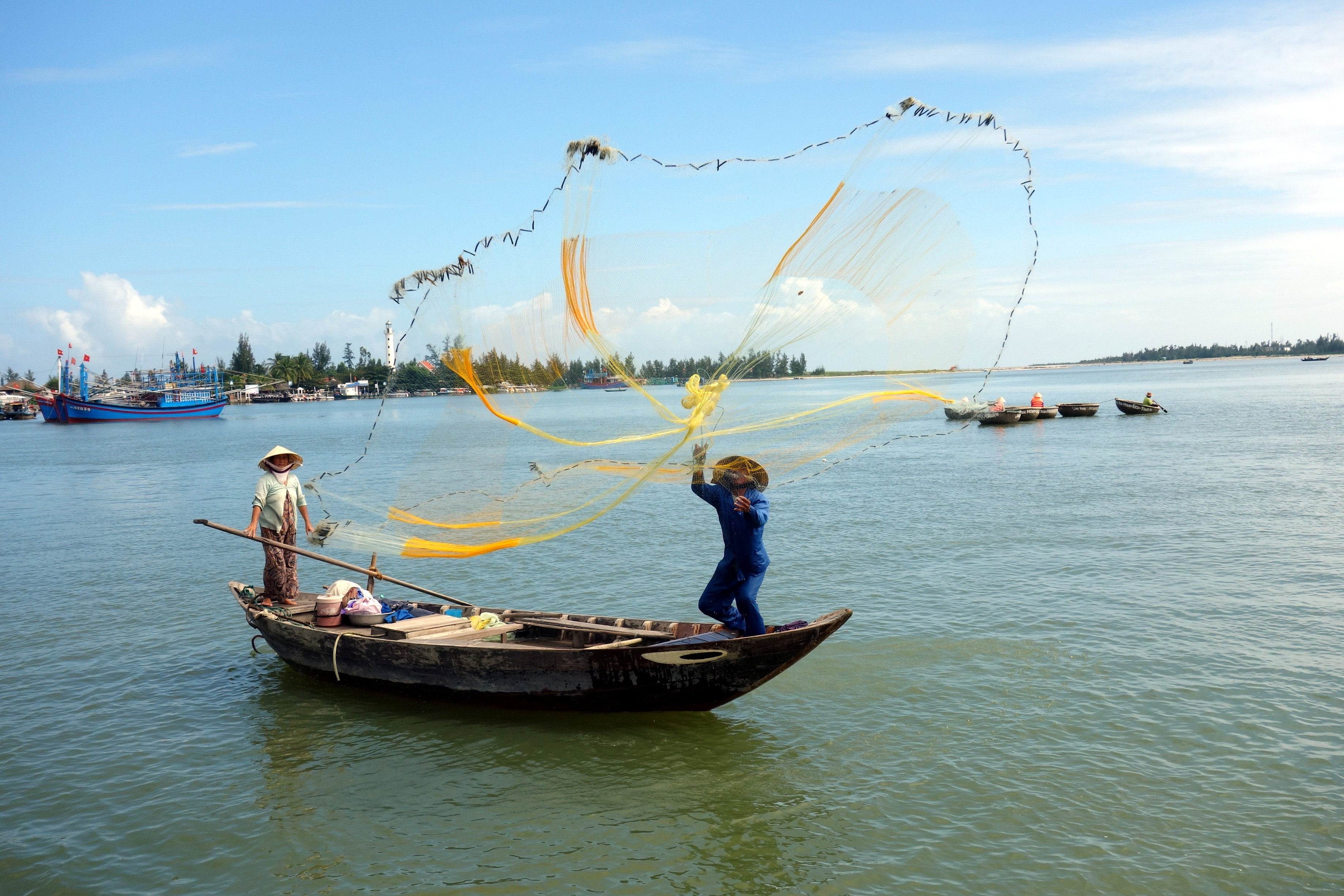
호이안 끄어다이 해변 근처 어선